# Diesel Brothers
Diesel Brothers è un reality show televisivo statunitense trasmesso negli Stati Uniti da Discovery Channel a partire dal 4 gennaio 2016. In Italia viene trasmesso dal canale Motor Trend.

## Stagioni
| Stagione | Puntate | Prima TV USA | Prima TV Italia |
| -------- | ------- | ------------ | --------------- |
| 1        | 8       | 2016         |                 |
| 2        | 11      | 2017         |                 |
| 3        | 9       | 2017         |                 |
| 4        | 8       | 2018         |                 |
| 5        | 8       | 2019         |                 |
| 6        | 5       | 2019         |                 |

## Doppiatori italiani
- Paolo Vivio: Dave Kiley
- ?: Dave Sparks